# Веймарн, Александр Владимирович
 Александр Владимирович Веймарн  (нем. Alexander von Weymarn; 15 ноября 1814 — 20 февраля 1872) — генерал-лейтенант, командир Нижегородского учебного карабинерного полка.

## Биография
Происходил из дворян Санкт-Петербургской губернии. Родился 15 ноября 1814 года в семье Густава Вольдемара Магнуса (Владимира Петровича) фон Веймарна (1781-1841) и Фредерики Юлии фон Веймарн (1787-1861). Брат генерал-майора Петра Владимировича Веймарна.
Воспитывался в первом кадетском корпусе, где имя его помещено на мраморной доске. 22 апреля 1833 года определен прапорщиком на службу в  лейб-гвардейский Егерский полк. 30 ноября 1841 года переведен в образцовый пехотный полк полковым адъютантом.
24 мая 1849 года произведен в полковники с переводом в  Копорский егерский полк. 13 июля того же года назначен командующим 1 бригадой резервной дивизии 5 пехотного корпуса с переводом в резервный батальон Брестского пехотного полка. 21 марта 1851 года назначен командиром 4 учебного карабинерного полка.
26 августа 1855 года произведен в генерал-майоры. 3 июля 1856 года зачислен по армейской пехоте в запасные войска. 8 апреля того же года назначен начальником штаба отдельного корпуса внутренней стражи. 15 марта 1861 года назначен членом комитета для пересмотра правил и определения довольствия, а 27 ноября того же года членом комитета для составления новых правил и о пересылке арестантов.
15 августа назначен заведующим делами упраздненного корпуса внутренней стражи. 26 августа назначен состоять по военному министерству, а 30 августа 1863 года произведен в генерал-лейтенанты. 8 октября 1864 года назначен членом комитета по устройству военно-медицинской администрации в военных госпиталях. 7 апреля 1866 года уволен со службы с мундиром.
Скончался 20 февраля 1872 года. Похоронен около Белой Кирхи в селе Молосковицы С.-Петербургской губернии (могила сохранилась). 

## Награды
- Орден Святой Анны 2-й ст. с Императорской короной (1854)
- Орден Святого Владимира 3-й ст. (1859)
- Орден Святого Станислава 1-й ст. (1861)
- Орден Святой Анны 1-й ст. (1862)
- Орден Святой Анны 1-й ст. с Императорской короной (1863)